# NGC 2840
NGC 2840 ist eine Balken-Spiralgalaxie mit aktivem Galaxienkern vom Hubble-Typ SBbc im Sternbild Luchs am Nordsternhimmel. Sie ist schätzungsweise 334 Millionen Lichtjahre von der Milchstraße entfernt und hat einen Durchmesser von etwa 95.000 Lj.
Im selben Himmelsareal befinden sich die Galaxien IC 2456 und IC 2459.
Das Objekt wurde am 10. März 1790 von William Herschel entdeckt.